# Костурски музей на народната носия
Костурският музей на народната носия (на гръцки: Μουσείο ενδυματολογίας Καστοριάς) е музей, разположен в град Костур, Гърция, посветен на народната носия.
Музеят е разположен в родната къща на братята революционери Панайотис и Йоанис Емануил от XVIII век, разположена в началото на махалата Долца откъм Костурското езеро. Отваря врати в 1999 година и е ръководен от дружеството „Хармония“.
Целта на музея е да запознава с традиционното облекло в Костур и Костурско до XX век. На първия етаж са изложени женски носии от околните села, като Нестрам, например. На втория етаж са градските облекла – например, джубе – ежедневна женска дрежа в светло синьо, антерия – кафяво раирана ежедневна женска дреха, празнична носия от XVIII век в кафяво, мъжка антерия без елек, но с фес, прислужническа униформа от фаблична коприна, детски носии, кожени палта. Изложени са и многобройни аксесоари като чорапи, колани, пафти, бижута, монети и прочее.
- Експонати от музея